# Kalyke
Kalyke /ka'li.ke/, cunoscut și sub numele de Jupiter XXIII, este un satelit retrograd neregulat al lui Jupiter . A fost descoperit de o echipă de astronomi de la Universitatea din Hawaii condusă de Scott S. Sheppard⁠(d) în 2000 și a primit denumirea temporară S/2000 J 2 .  
Din măsurătorile termice în infraroșu efectuate de sonda spațială WISE, albedo-ul lui Kalyke este măsurat la 2,9%, corespunzător unui diametru de 6,9 kilometri. Orbitează în jurul lui Jupiter la o distanță medie de 23.181.000 km în 766,61 zile, la o înclinație de 166° față de ecliptică (165° față de ecuatorul lui Jupiter), într-o direcție retrogradă și cu o excentricitate de 0,2140.
A fost numit în octombrie 2002 după figura mitologică greacă Kalyke sau Calyce.

Kalyke observat de nava spațială WISE în 2010

Aparține grupului Carme, alcătuit din sateliți retrograzi neregulați care orbitează în jurul lui Jupiter la o distanță cuprinsă între 23 și 24 Gm și la o înclinație de aproximativ 165°.